# Rio Pedja
O rio Pedja é o quarto maior rio da Estônia com 122 km de extensão. Nasce próximo a Simuna e percorre os condado de Lääne-Virumaa, Jõgevamaa e Tartumaa, antes da confluência com o rio Emajõgi, a nordeste do Lago Võrtsjärv.